# Seas Beneath
Seas Beneath (bra Sob as Ondas) é um longa-metragem norte-americano de 1931, do gênero ação, dirigido por John Ford.

## Elenco
- George O'Brien como Cmdr. Robert "Bob" Kingsley
- Marion Lessing como Anna Marie Von Steuben
- Mona Maris como Fraulein Lolita
- Walter C. Kelly como Chief Mike "Guns" Costello
- Warren Hymer como "Lug" Kaufman
- Steve Pendleton como Ens. Richard "Dick" Cabot
- Walter McGrail como Chief Joe Cobb
- Larry Kent como Lt. "Mac" McGregor
- Henry Victor como Baron Ernst von Steuben
- John Loder como Franz Shiller